# Fort Santa Cruz

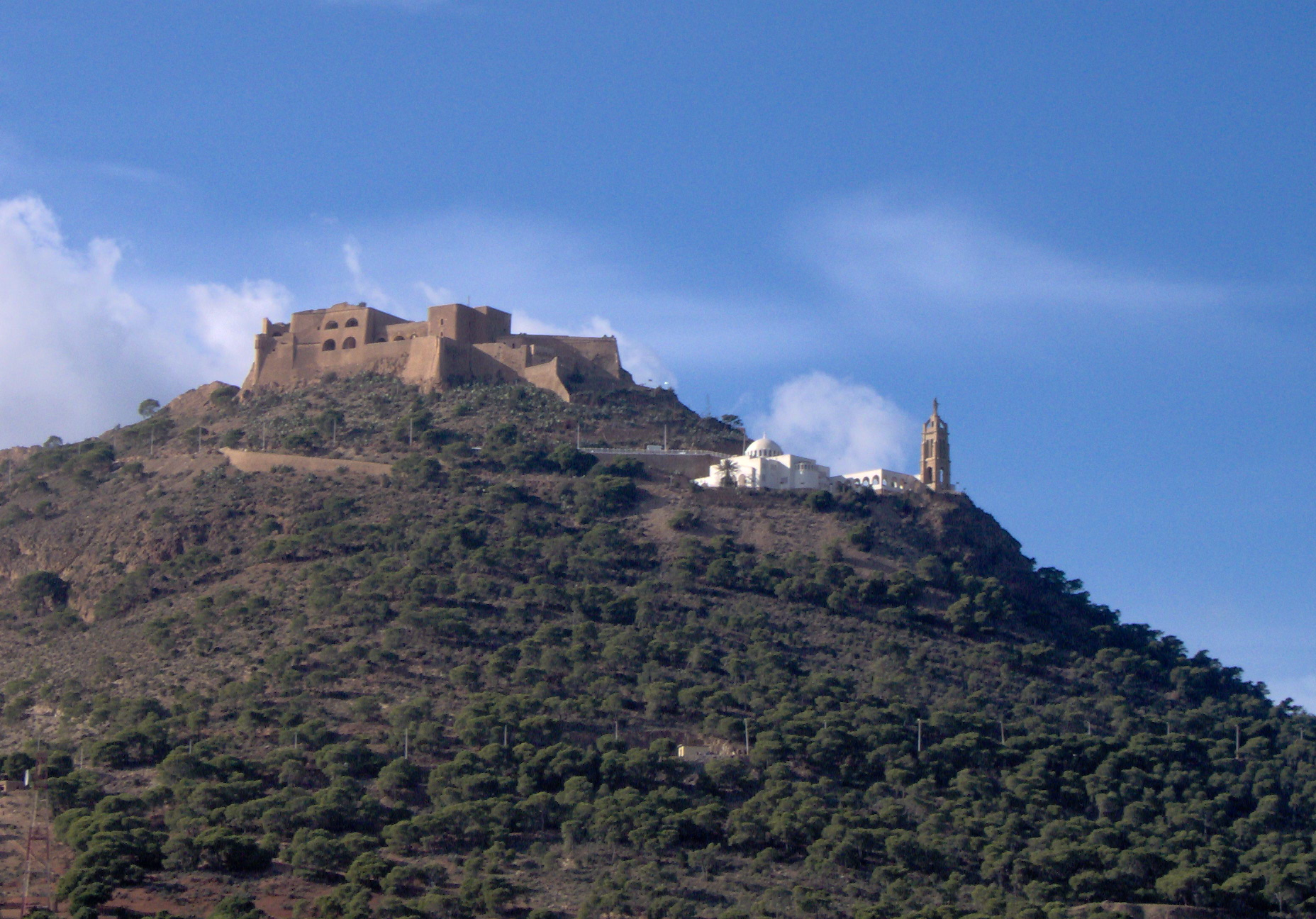
Santa Cruz auf dem Berg Murdjadjo

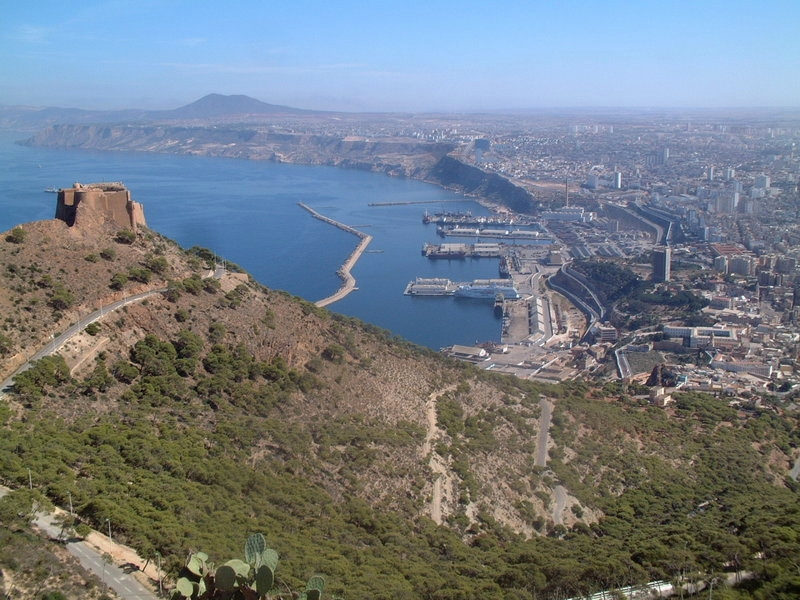
Fort Santa Cruz und der Hafen

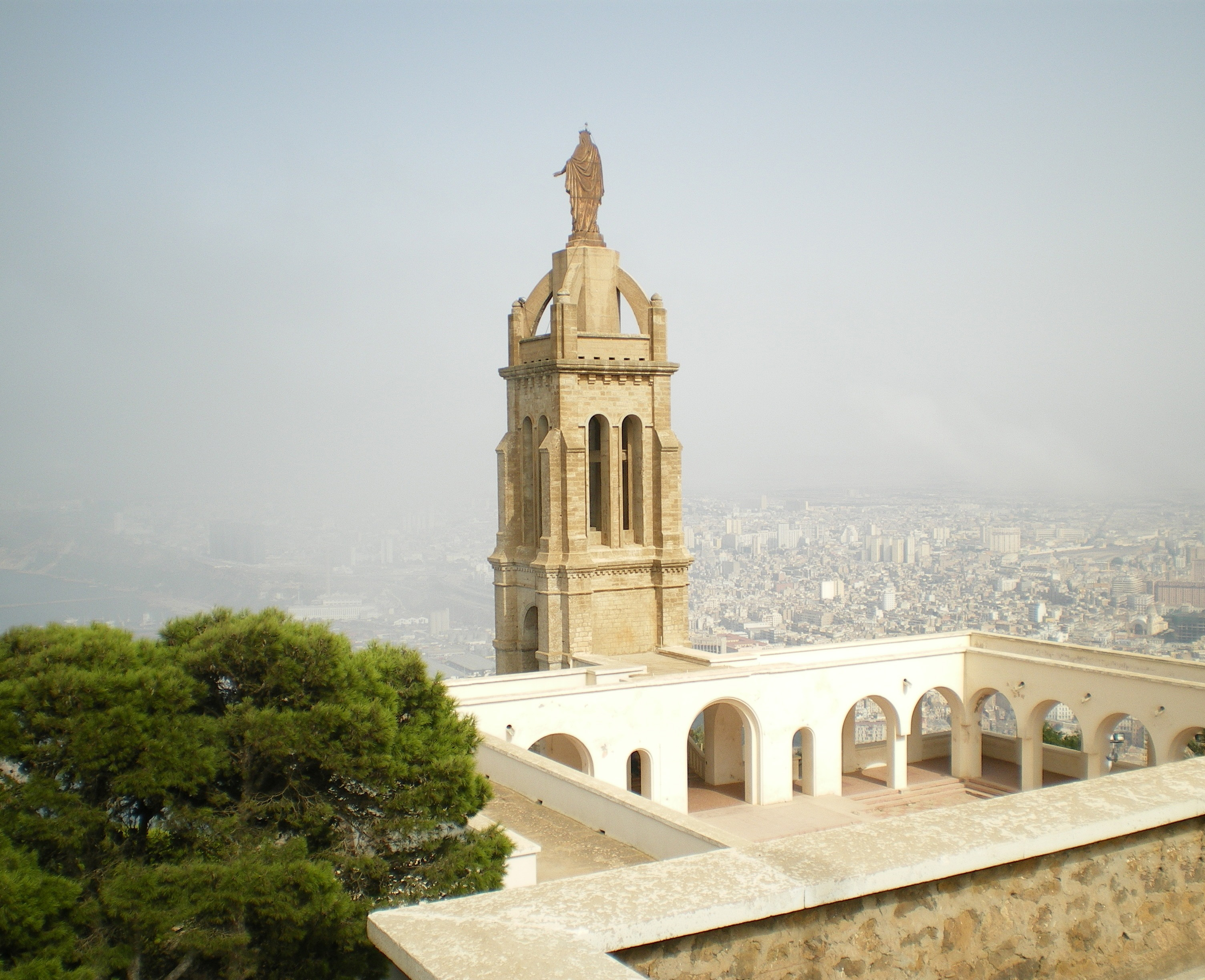
Die Kirche Basilica de Santa-Cruz, die Grundsteinlegung erfolgte 1942, die Kirchweihe war am 3. Mai 1959

Das Fort Santa Cruz, auch Bordj-el-Murdjadjo oder Bordj-el-Djebel, ist eine von drei historischen Festungen in Oran, der zweitgrößten Hafenstadt Algeriens.
Am westlichen Ende des Hafens liegt das Fort de la Moune. Das Fort Saint-Philippe (ein Ersatz für das alte Castillo de los Santos) befindet sich im Zentrum von Oran. Die drei Festungen sind durch Tunnel verbunden. Fort Santa Cruz wurde 1698–1708 von den Spaniern auf dem Pic d’Aïdour (Murdjadjo) erbaut. Es liegt auf 386 Höhenmetern über dem Golf von Oran. 1790 bebte in Oran die Erde, rund 2000 Menschen starben; die Stadt wurde stark beschädigt, doch das Fort blieb weitgehend unbeschadet. 1831 besetzten französische Truppen Oran und die Forts. Unter Napoleon III. wurde es restauriert. Im aneignenden Sprachgebrauch der Pied-noirs wird die Bezeichnung Murdjadjo verwendet. Jacques Berque pries den Berg in den Ecrits sur l’Algérie.